# Matrimonio igualitario en Canadá

Bandera LGBT de Canadá.

El matrimonio igualitario en Canadá es legal en todo el territorio desde la aprobación de la Ley sobre el Matrimonio civil, también llamada la Ley C-38, el 20 de julio de 2005, propuesta por Bill Siksay. El resumen legislativo oficial de la nueva ley indica:

Esta promulgación, en el espíritu de la Carta canadiense de los derechos y las libertades y de los valores de tolerancia, respeto e igualdad, amplía a las parejas del mismo sexo el derecho legal de contraer matrimonio civil. También hace enmiendas consecuentes a otras leyes para asegurar la igualdad de acceso de las parejas del mismo sexo a los efectos civiles del matrimonio y del divorcio. De esta manera, Canadá se convirtió en el primer país de América en aprobar este tipo de unión a nivel nacional.

## Leyes provinciales anteriores

Mapa de las provincias y territorios en Canadá donde se permitía el matrimonio del mismo sexo (en verde) antes de la legalización nacional en julio de 2005
Se permitía
No se permitía

Cuando se creó esta nueva ley, este tipo de matrimonio ya era legal en las siguientes nueve entidades federales. En total, estas áreas contienen cerca de 90% de la población canadiense:
1. La provincia de Ontario desde el 10 de junio de 2003
2. La provincia de Columbia Británica desde el 8 de julio de 2003
3. La provincia de Quebec desde el 19 de marzo de 2004, cuando el Tribunal de Apelación en la provincia canadiense de Quebec dictó semejantemente a los tribunales en las otras provincias de Ontario y Columbia Británica. En la causa de Hendricks y Leboeuf contra Quebec, los jueces declararon que las leyes actuales que prohibieron el matrimonio del mismo sexo eran inconstitucionales y discriminatorias. Inmediatamente, Quebec se convirtió en la tercera región de Canadá que permite esta forma de matrimonio. La pareja que comenzó el proceso legal, Michael Hendricks y René Leboeuf, buscaron inmediatamente una licencia para casar y fueron casados el 1 de abril de 2004 en el Palacio de Justicia en Montreal.
4. El territorio del Yukón desde el 14 de julio de 2004, cuando la Corte Suprema del Yukón declaró que las leyes contra esta forma de matrimonio eran inconstitucionales y discriminatorias. La pareja formada por Rob Edge y Stephen Dunbar, iniciaron el proceso legal contra el gobierno del Yukón para obtener el derecho de casarse.
5. La provincia de Manitoba desde el 16 de septiembre de 2004, cuando la Corte Suprema de la provincia declaró que las leyes contra esta forma de matrimonio eran inconstitucionales y discriminatorios. Tres parejas gays habían comenzado el proceso legal contra el gobierno provincial de Manitoba para obtener el derecho de casarse: Chris Vogel y Richard North; Stephany Cholakis y Michelle Ritchot; y Laura Fouhse y Jordan Cantwell.
6. La provincia de Nueva Escocia desde el 24 de septiembre de 2004
7. La provincia de Saskatchewan desde el 5 de noviembre de 2004. El 3 de noviembre, una corte provincial vio la causa legal de cuatro parejas homosexuales que solicitaban un cambio en la ley para permitir sus matrimonios. Dos días después, la jueza Donna Wilson declaró que las leyes provinciales que no permitían el matrimonio del mismo sexo eran inconstitucionales y violaban la Carta Canadiense de los Derechos y las Libertades. Ella indicó que la definición de matrimonio en Saskatchewan sería cambiada a "la unión legal de dos personas" más bien que "la unión legal de un hombre y una mujer". La decisión amplió inmediatamente el derecho de casarse a parejas homosexuales en toda la provincia y Saskatchewan se convirtió en la séptima región de Canadá que permite esta forma de matrimonio.
8. La provincia de Terranova y Labrador desde el 21 de diciembre de 2004
9. La provincia de Nuevo Brunswick desde el 23 de junio de 2005

En cada uno de estos lugares, esta forma de matrimonio fue legalizada después de procesos en los que los jueces provinciales o territoriales indicaron que es inconstitucional y discriminatorio negar el derecho del matrimonio a las parejas del mismo sexo.

## Ley nacional
La creación de la Ley C-38 amplía el derecho de casarse a las personas que viven en el resto del país y redefine el matrimonio en el nivel federal a "una unión legal entre dos personas", en lugar de "una unión legal de un hombre y una mujer."

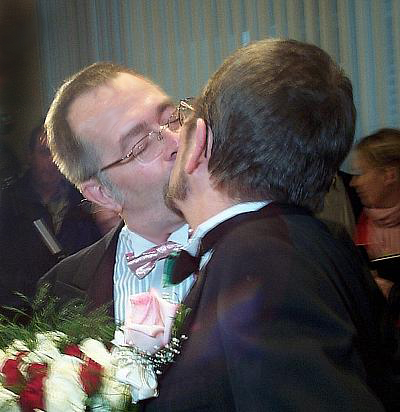
Primer matrimonio gay de Quebec.

Antes de la aprobación de la Ley C-38, los matrimonios gays creados en estas regiones existían en una capacidad legal incierta. Según la constitución canadiense, la definición del matrimonio es una responsabilidad del gobierno federal -una interpretación que fue mantenida por la Corte Suprema de Canadá. Debido a la controversia política sobre este tema, la administración del primer ministro Paul Martin había pedido formalmente que la Corte Suprema decidiera si limitar el matrimonio a las parejas heterosexuales solamente, es consecuente con la Carta Canadiense de los Derechos y las Libertades y si las uniones civiles del mismo sexo son una alternativa aceptable. La corte tomó su decisión el 9 de diciembre de 2004, declarando que el gobierno federal tenía jurisdicción exclusiva al decidir otorgar el derecho de matrimonio a las parejas de mismo sexo. 
Después del aviso de esta decisión, Paul Martin y la mayoría de su Partido Liberal de Canadá procedieron con un plan federal para legalizar el matrimonio del mismo sexo en todas partes de la nación. El 1 de febrero de 2005, el Partido Liberal introdujo la nueva legislación en la Cámara de los Comunes de Canadá. Martin declaró que los miembros de su gabinete tuvieron que apoyar la ley, pero para otros miembros del Partido Liberal y el parlamento, la decisión sobre C-38 sería un voto libre. Mucha de la ayuda para la Ley C-38 era del Partido Liberal, el Nuevo Partido Democrático (NDP), y del Bloc Québécois. La oposición principal era del Partido Conservador de Canadá, bajo la dirección de Stephen Harper, junto con algunos Liberales y miembros del NDP que oponían el matrimonio entre personas del mismo sexo.
Después de varios meses de discusiones, el plan avanzó el 28 de junio con un voto final de 158 contra 133. La ley pasó, entonces, al Senado de Canadá, donde los senadores la aprobaron el 19 de julio con un voto de 46-22. Un día después la nueva Ley sobre el Matrimonio civil comenzó cuando fue promulgada por Beverley McLachlin, la presidenta de la Corte Suprema de Canadá. La jueza McLachlin actuó en lugar de la Gobernadora General de Canadá, Adrienne Clarkson, que fue hospitalizada antes de la aprobación de la Ley C-38 debido a una cirugía de corazón.

## Matrimonio religioso
Dentro del cristianismo canadiense, la Iglesia Unida de Canadá, la segunda religión mayoritaria del país, permite a cada congregación la libertad de celebrar bodas a parejas del mismo sexo a nivel local.
Algunas comunidades judeo-canadienses, principalmente del ala reformista, realizan bodas o "bendiciones" a parejas homosexuales.